# Fantasiestücke op. 12 (Schumann)

Robena Anne Laidlaw

Die acht Fantasiestücke op. 12 bilden einen Klavierzyklus von Robert Schumann. Schumann komponierte die Stücke im Frühjahr 1837. Der Titel ist von E. T. A. Hoffmanns Sammlung Fantasiestücke in Callots Manier und damit auch von Novalis’ Phantasiebegriff inspiriert. Der Zyklus ist Robena Anne Laidlaw (1819–1901), einer schottischen Pianistin gewidmet, die Schülerin von Henri Herz und Ludwig Berger war. Mit ihr stand Schumann kurzzeitig in Verbindung, worüber der Briefwechsel Schumanns mit ihr und Clara Wieck sowie Tagebucheintragungen Schumanns Auskunft geben.

## Satzbezeichnungen
Die Fantasiestücke op. 12 sind Schumanns erster Klavierzyklus, dessen Sätze durchgehend poetische, programmatisch wirkende Überschriften tragen. Mehrfach hat Schumann darauf hingewiesen, dass er Titel dieser Art immer erst nach vollendeter Komposition hinzugefügt hat. Es handelt sich also nicht um Programmmusik.
|  |
|  |
|  |
|  |
|  |
|  |
|  |
|  |